# 中华苏维埃共和国国旗
中华苏维埃共和国国旗为一面中心为国徽的红旗，比例为25:18。

## 历史
对中华苏维埃共和国国旗的描述最早出现于1934年1月的《中华苏维埃共和国宪法草案》中，其中第77条规定，国旗为红色旗加上国徽。

第七六条 中华苏维埃共和国的国徽规定所在地球形上插交叉的锤子与镰刀，架谷穗于地球下和两旁，地球之上及五角星上书“中华苏维埃共和国”，再上写“全世界无产阶级和被压迫的民族联合起来！”
第七七条 国旗为红色旗上加上国徽。 
1934年第二次中华苏维埃共和国全国代表大会召开时，通过了《全国第二次苏维埃代表大会关于国徽、国旗、军旗的决定》：

（一）中华苏维埃共和国的国徽规定如下：在地球形上插交叉的镰刀与锤子，右为谷穗，左为麦穗，架于地球形之下和两旁，地球之上为五角星。上书“中华苏维埃共和国”，再上则书“全世界无产阶级和被压迫的民族联合起来”！地球形为白色底子，轮廓经纬线为蓝色，地球上的镰刀锤子为黑色，五角星为黄色。
（二）国旗为红色底子，横为五尺，直为三尺六寸，加国徽于其上，旗柄为白色。

（三）军旗为红色底子，横为五尺，直为三尺六寸，中为黄色的交叉镰刀锤子，右角上为黄色的五角星。旗柄为白色。

## 军旗
早期工农红军采用的军旗为红底中心为白星，内嵌黑色镰刀锤子（有时制成镰刀斧子）的军旗，左侧白幅书写番号。《全国第二次苏维埃代表大会关于国徽、国旗、军旗的决定》通过后，统一采用中心黄色镰刀锤子、右上五角星的军旗。雖然法律上此旗是中華蘇維埃共和國軍旗，但此旗基本上代表中華蘇維埃共和國國旗。
| 中华苏维埃共和国国旗 |
| 中华苏维埃共和国国旗 |

| 中华苏维埃共和国军旗 |
| 中华苏维埃共和国军旗 |

| 1931年式中国工农红军军旗：步兵旗、骑兵旗、炮兵旗、工兵旗、辎重兵旗、医护兵旗（从左至右） |
| 1931年式中国工农红军军旗：步兵旗、骑兵旗、炮兵旗、工兵旗、辎重兵旗、医护兵旗（从左至右） |

| 中國工農紅軍軍旗 |
| 中國工農紅軍軍旗 |

## 其他苏区
| 琼崖苏维埃政府 |
| 琼崖苏维埃政府 |

| 中央蘇區 |
| 中央蘇區 |

| 中央蘇區 |
| 中央蘇區 |